# Ема даци
Ема даци (џон. ཨེ་མ་དར་ཚིལ་, енгл. Ema datshi) је једно од најпознатијих јела бутанске кухиње, признато као национално јело Бутана. Направљен је од чилија и сира. Преведено са језика џонгка, „Ема“ значи „чили“ и „даци“' значи „сир“.
Различите сорте чилија могу се користити: зелени, црвени и бели чили, који могу бити сушени или свежи. Сир се добија од јакова и крава.